# Нижня Хортиця (річка)
Ни́жня Хо́ртиця — річка в Україні, в межах Нікопольського району Дніпропетровської області (витоки) і Запорізького району Запорізької області. Права притока Дніпра (басейн Чорного моря).

## Опис

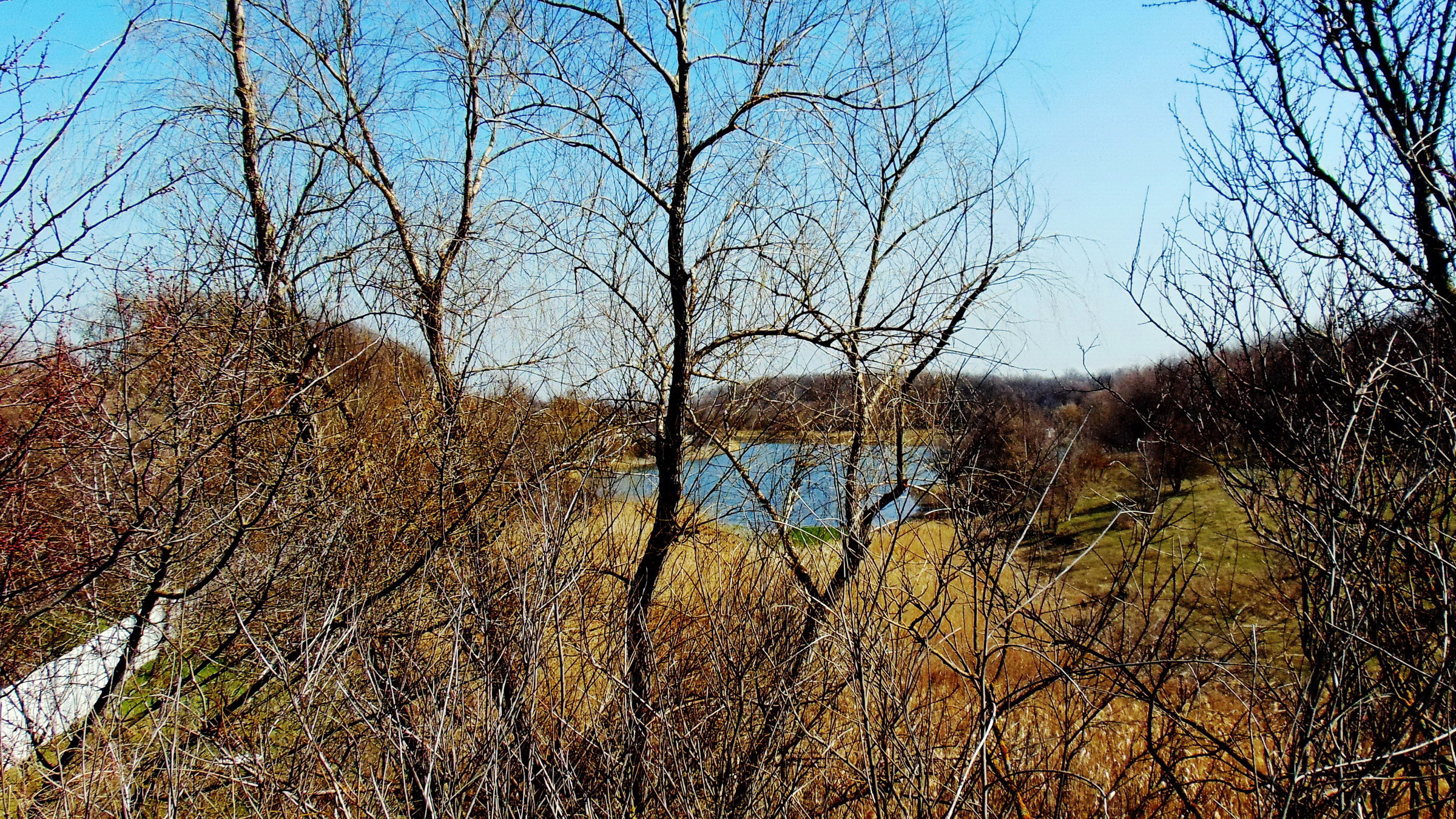
Ставок за околицею с.Уділенське

Довжина річки 19 км. Долина у верхів'ї неглибока, з пологими схилами, нижче за течією — вузька і порівняно глибока, балкоподібна. Річище слабозвивисте, часто пересихає. На річці споруджено кілька ставків.

## Розташування
Нижня Хортиця бере початок у селі Запорізька Балка. Тече переважно на схід (частково на північний схід). Впадає до Дніпра (в заплавне озеро Лиман) біля північної околиці села Розумівки, неподалік від південного краю острова Хортиці та місця впадіння Старого Дніпра у Дніпро.

## Природно-заповідний фонд

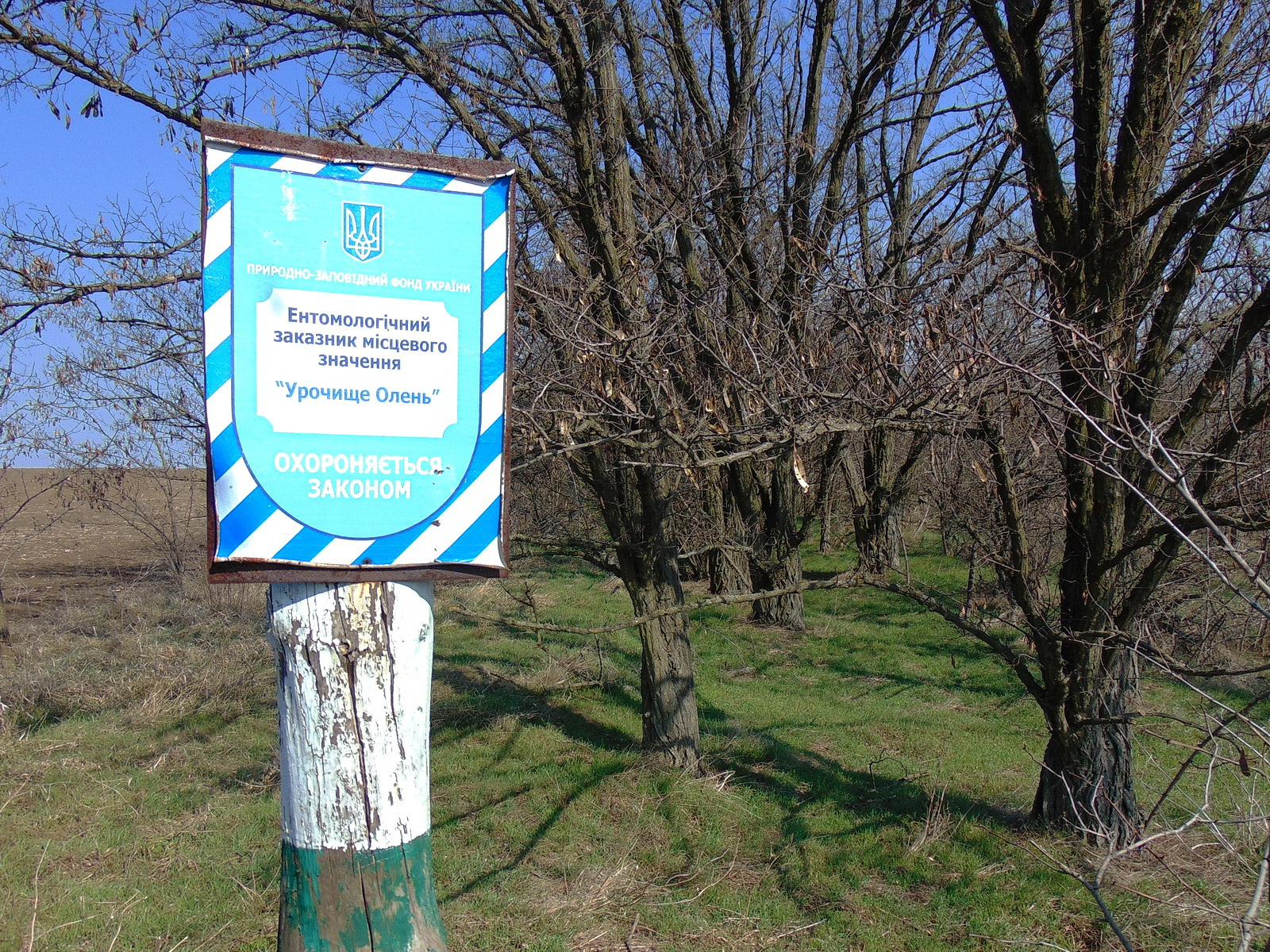
Ентомологічний заказник «Урочище Олень»

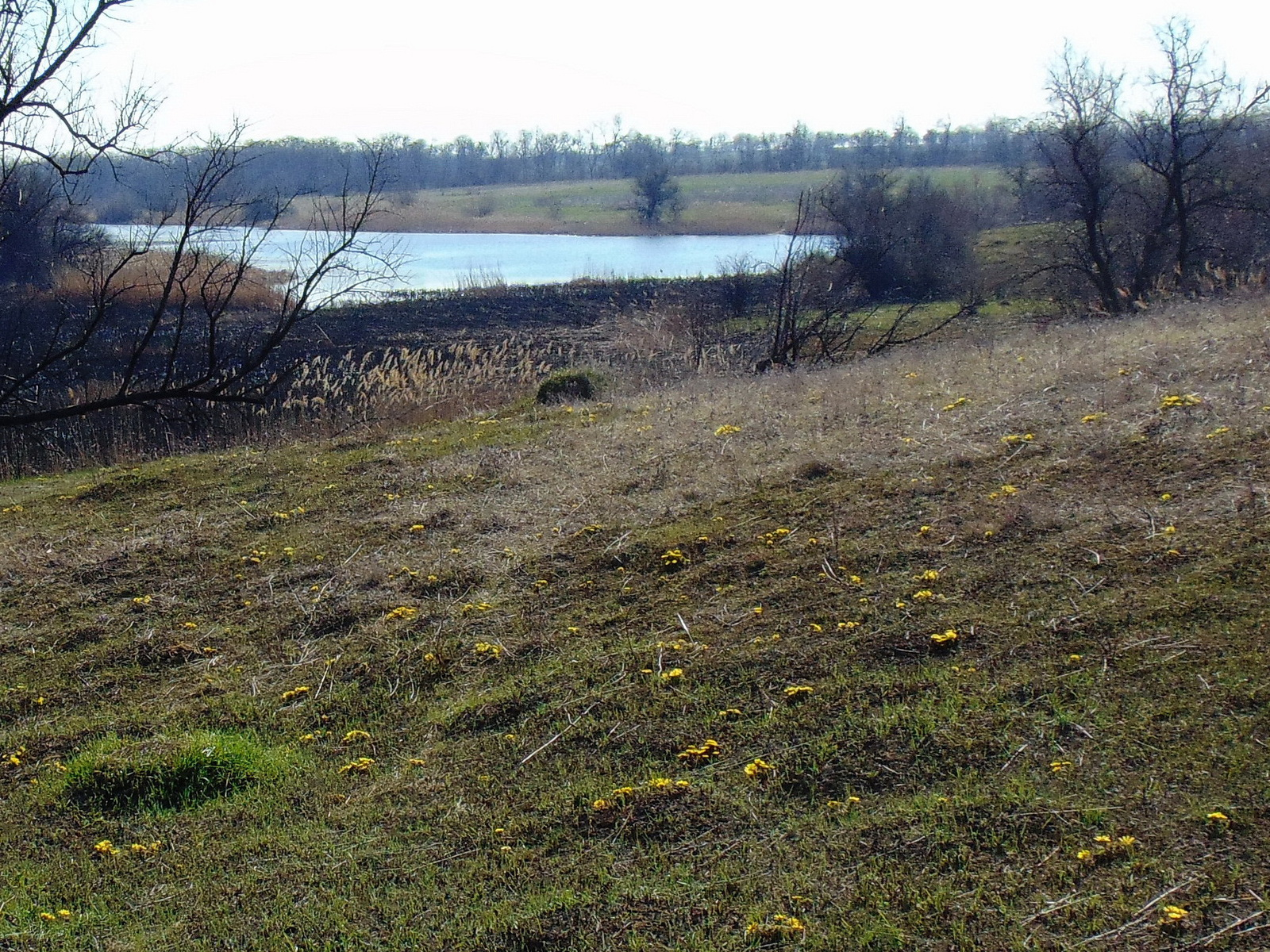
Ценопопуляція горицвіту волзького

У межах долини р.Нижня Хортиця в різні роки створено 3 природно-заповідні об'єкти.
У 1980 році у верхній частині долини річки в створено ботанічний заказник місцевого (обласного) значення «Цілинна ділянка», площею 1,5 га. Заказник перебуває у віданні ДП «Запорізьке лісомисливське гоподарство».
У 1984 році у верхній частині долини річки в створено ентомологічний заказник місцевого (обласного) значення «Урочище Олень», площею 10 га. Заказник перебуває у віданні ДП «Запорізьке лісомисливське гоподарство».
У 1984 році в середній частині долини річки в створено ентомологічний заказник місцевого (обласного) значення «Цілинна балка», площею 4 га. Заказник перебуває у віданні Розумівської сільської ради.
На територіях заказників охороняється ряд раритетних видів та угруповань рослин і тварин, занесених до Червоної книги України, Зеленої книги України та інших природоохоронних документів.

## З історії
Краєзнавець Я. П. Новицький 1884 року писав: «При впадінні р. Н. Хортиця в Дніпро вона глибока та рибна протягом коло версти, далі ж у степ, у літню пору, вона майже висиха. У весняну повінь вона широка, при гирлі долина річки заливається на дві версти і називається лиманом; в цей час з Дніпра заходе багато риби, в основному коропів та лящів на терку, тому тут бувають багаті улови. Рибалки використовують неводи і сіті, а німці-меноніти полюють з рушницями та острогами. Рибалки Розумовки розказували, що у балці зариті запорозькі клади».

## Галерея
У долині р.Нижня Хортиця

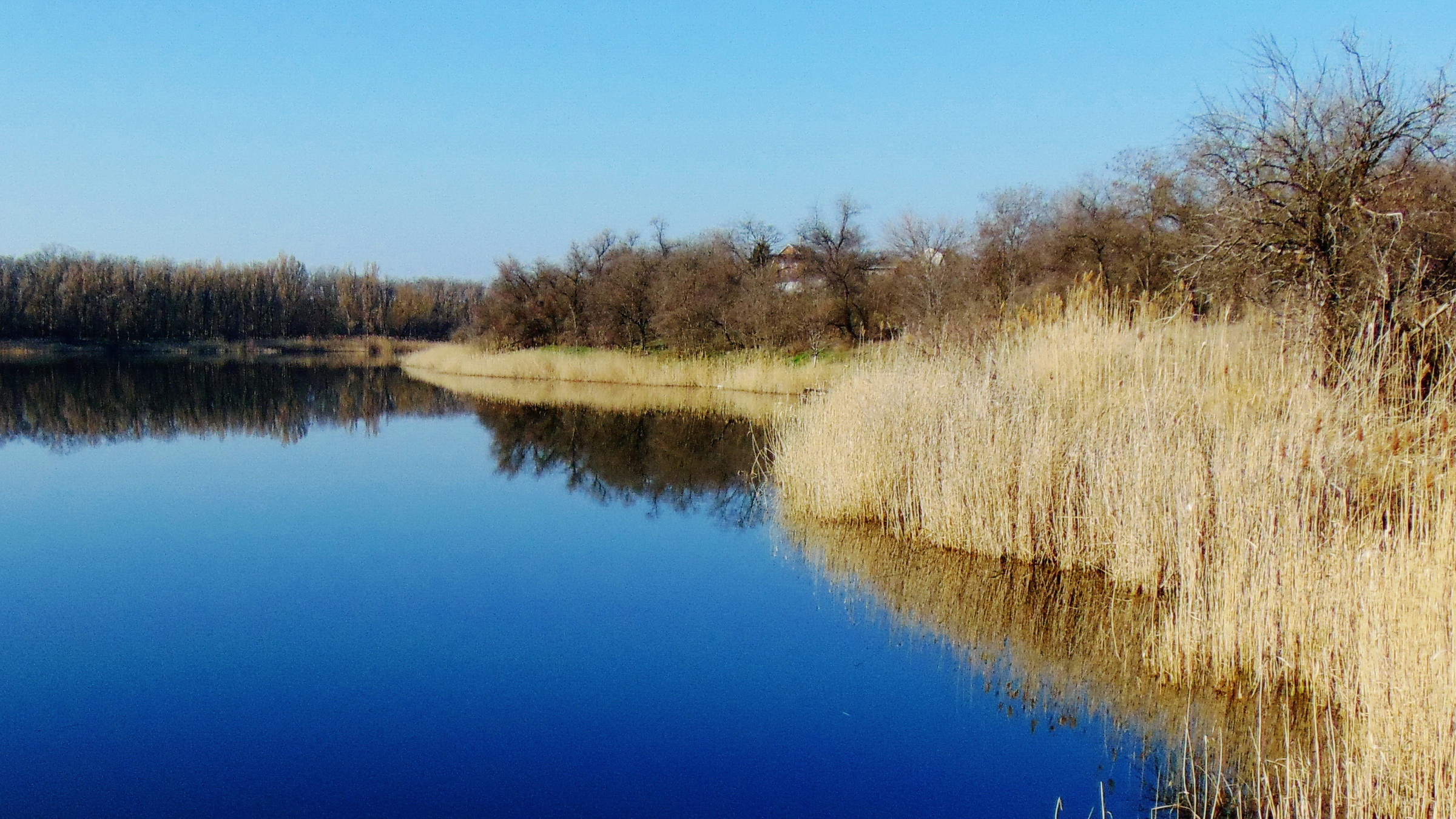
Ставок в с.Смоляне
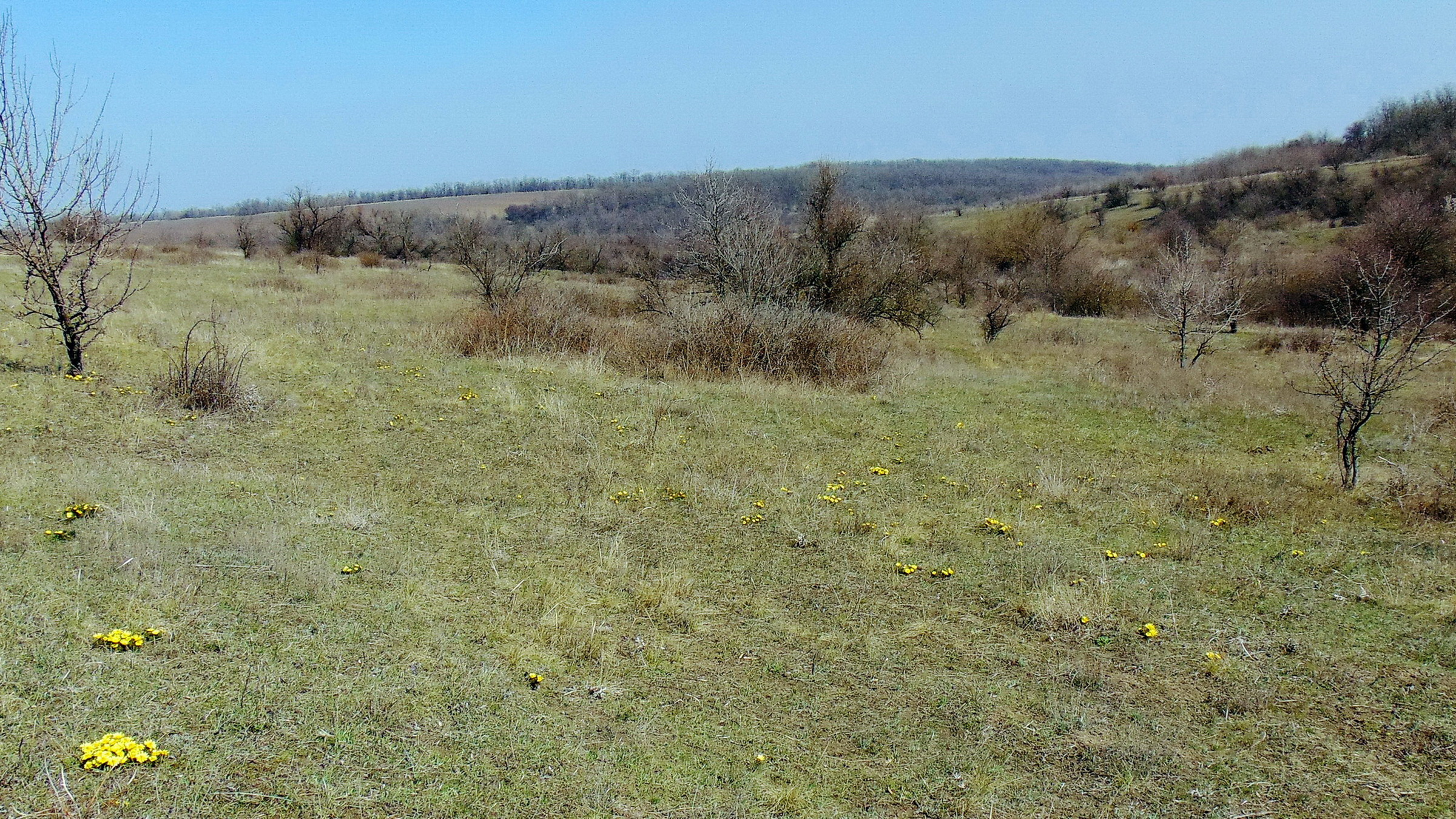
Балка у верхів'ях річки
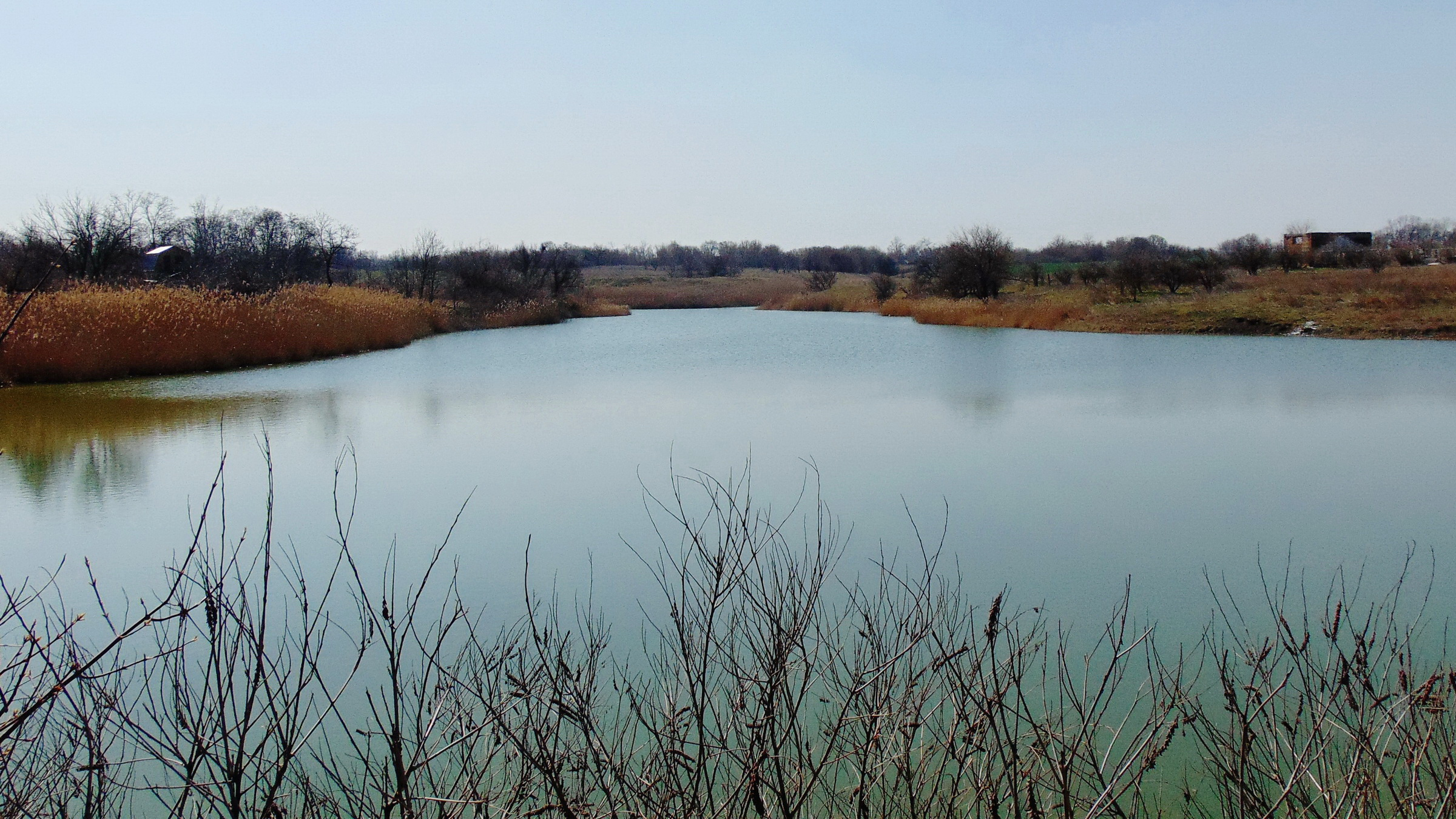
Ставок у с.Уділенське
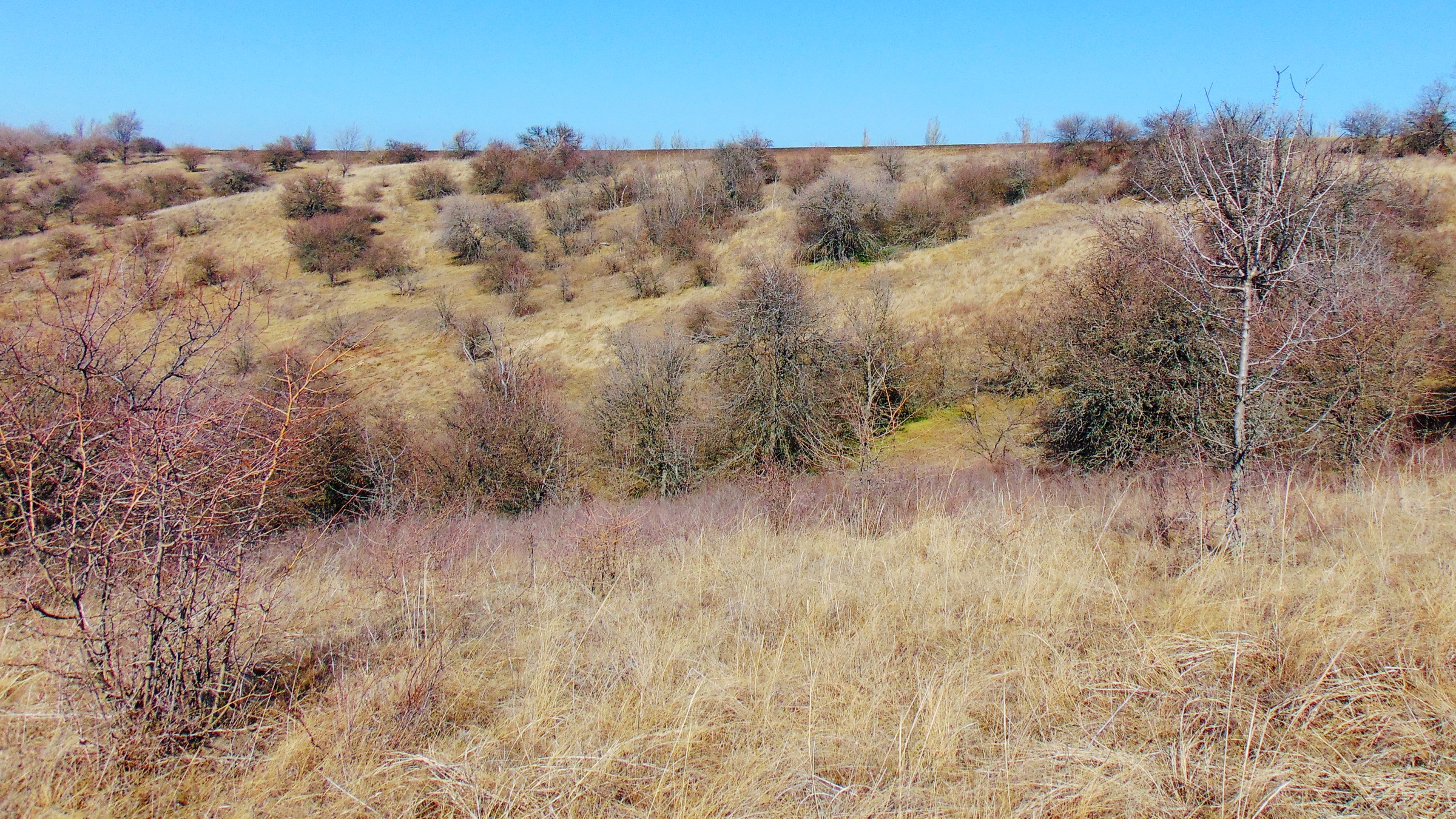
За околицею с.Нижня Хортиця

Ковилові степи долини р.Нижня Хортиця

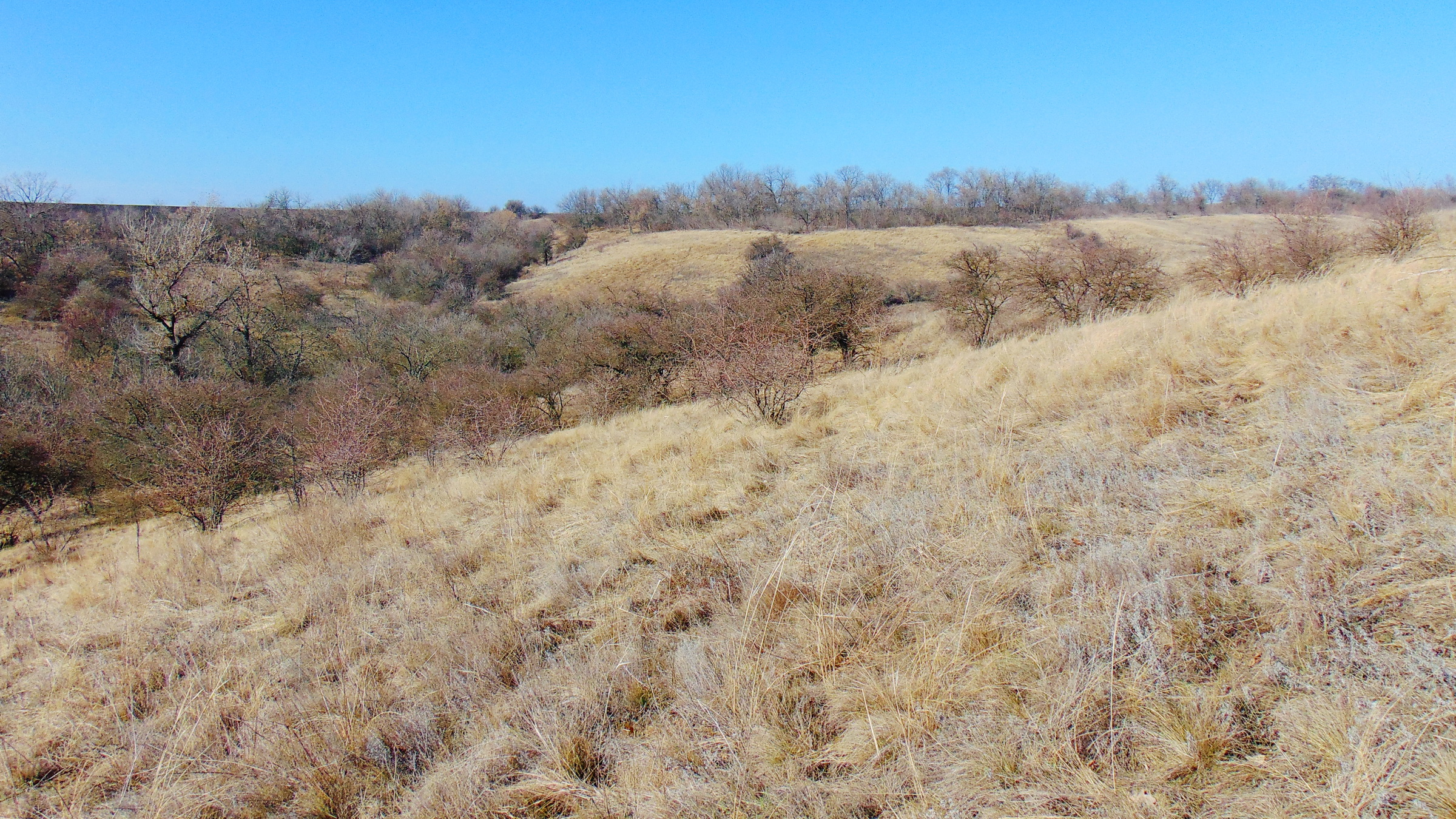
Формація ковили волосистої
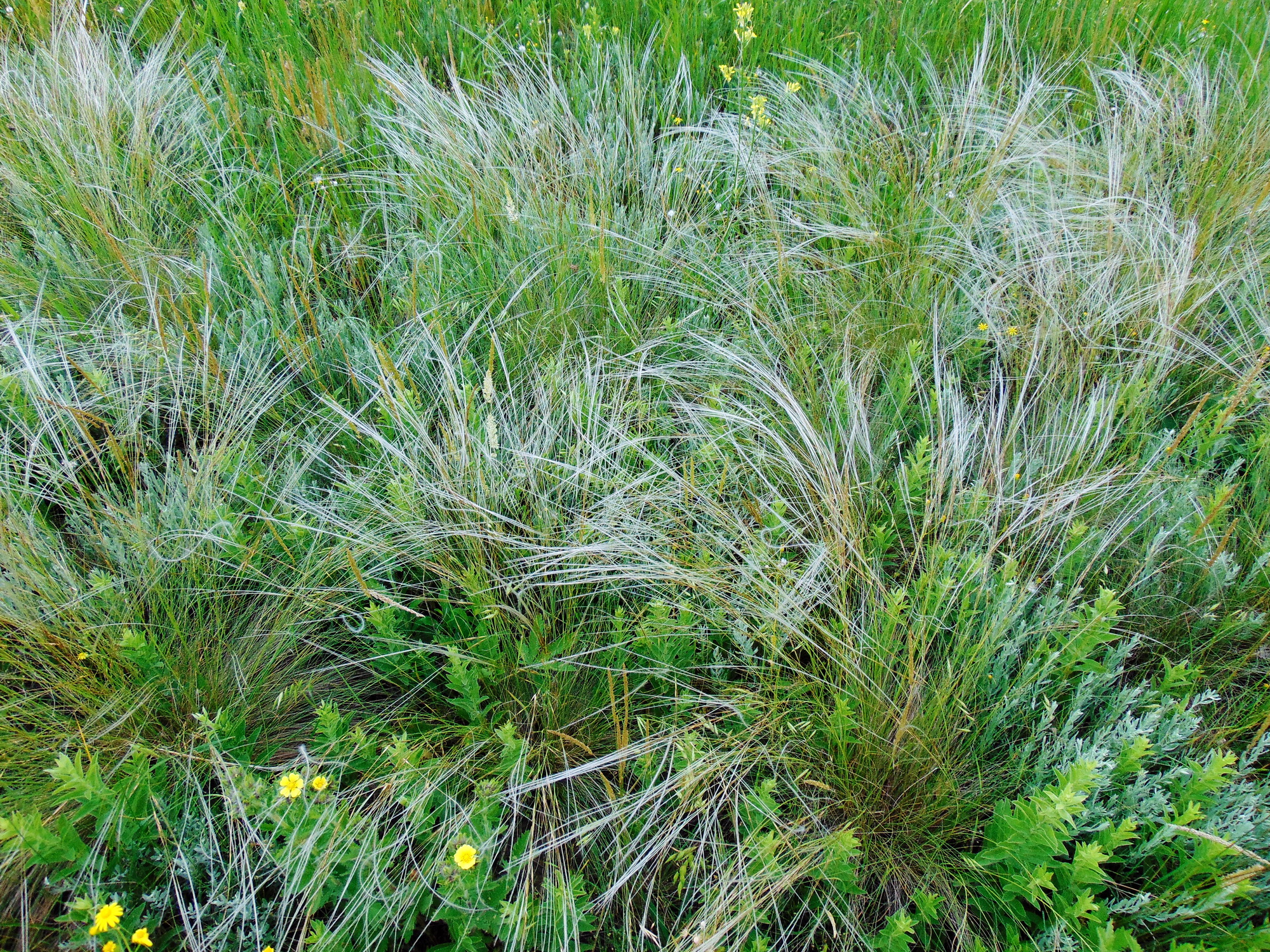
Ковила Лессінга
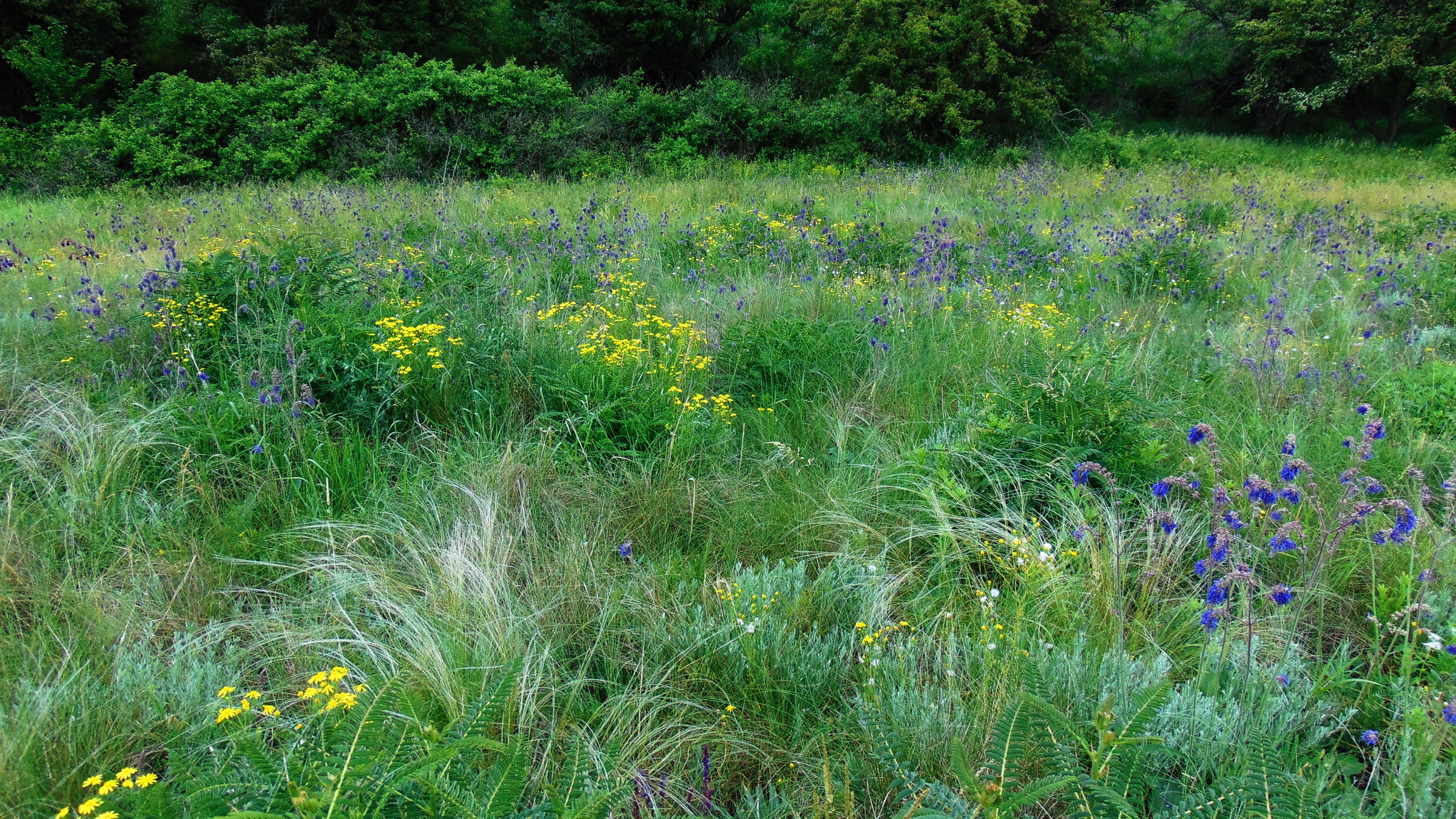
Ценопопуляція ковили Лессінга
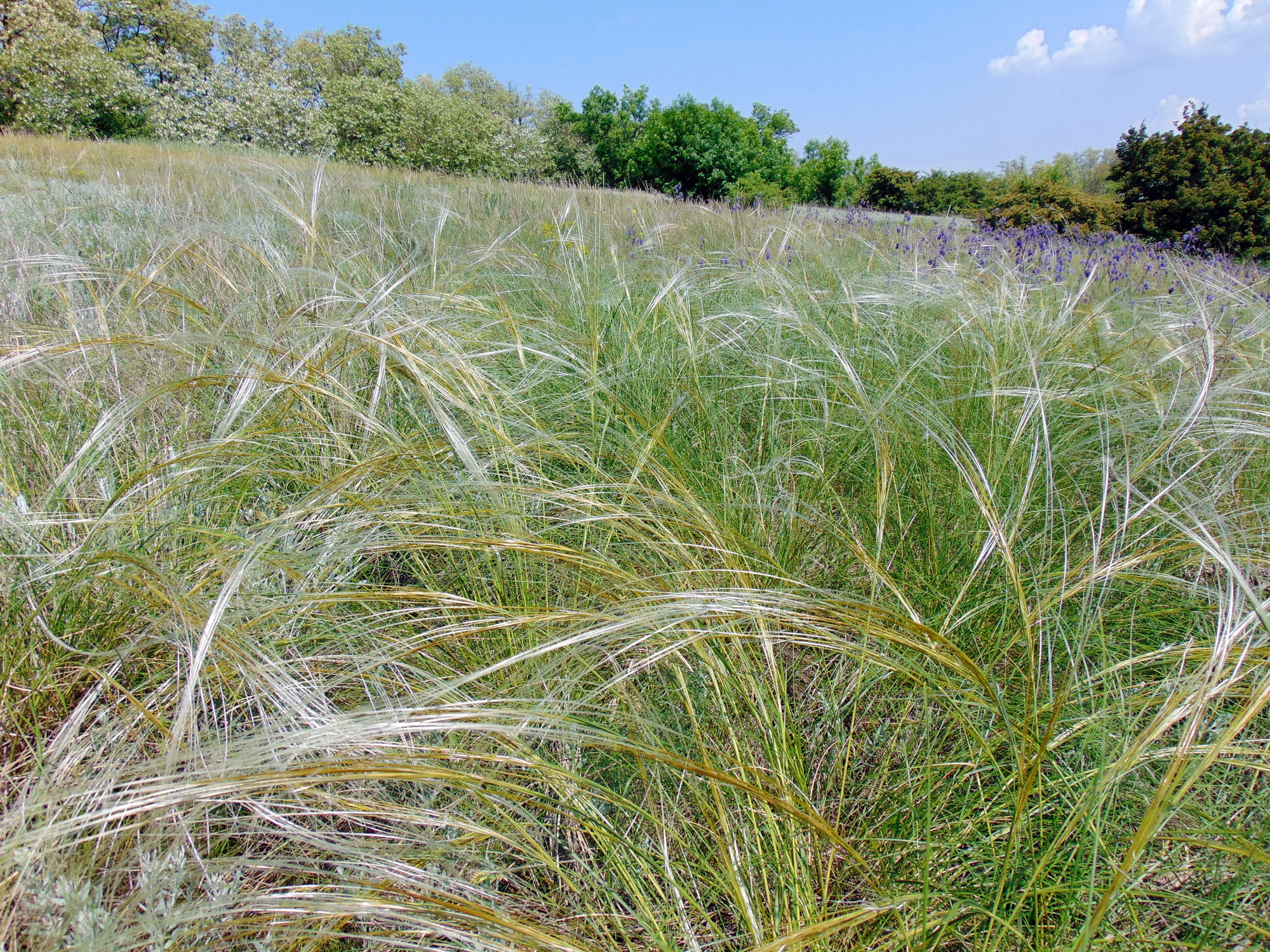
Ковила найкрасивіша
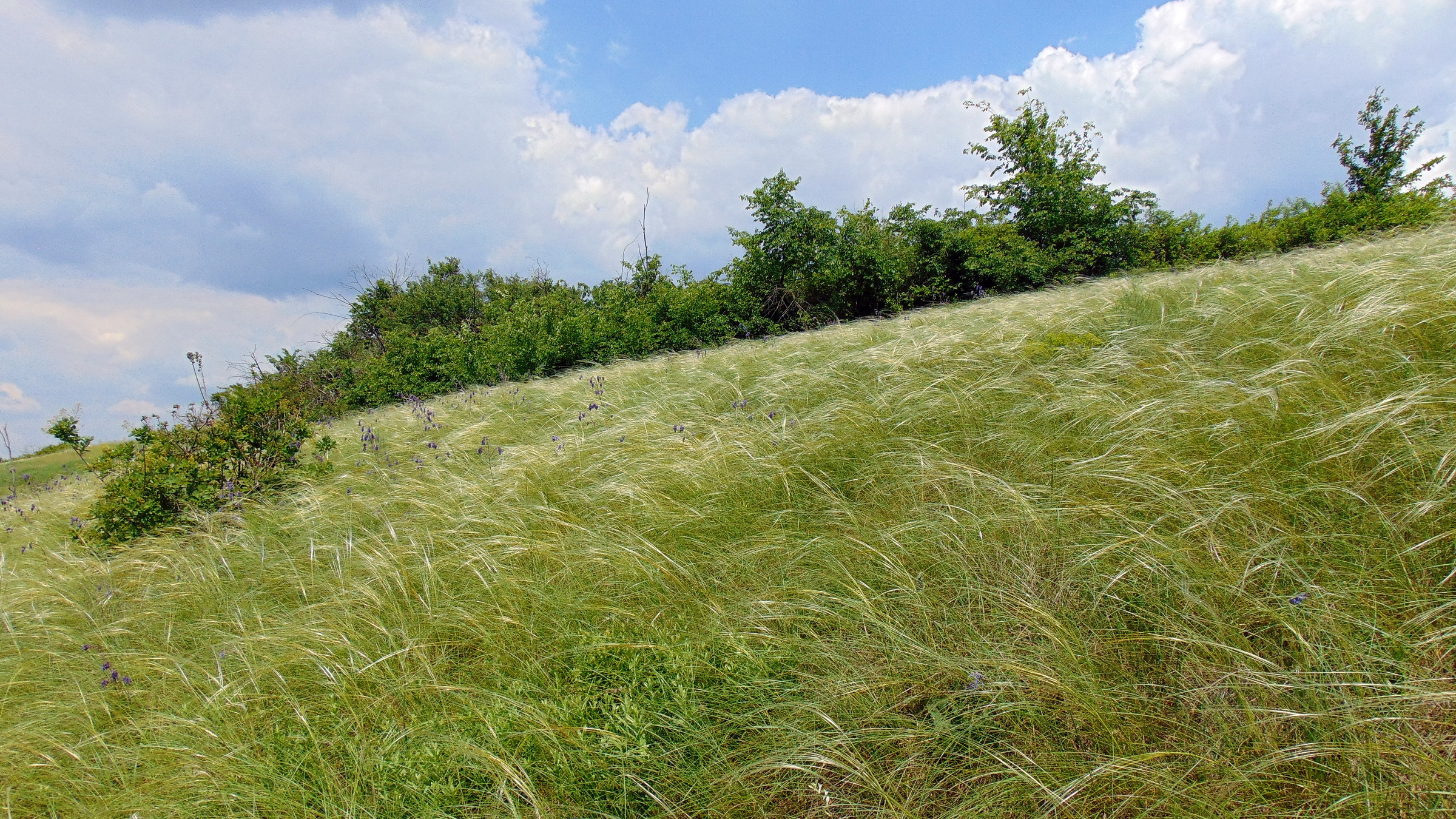
Формація ковили найкрасивішої